# Solesmes, Sarthe
Solesmes är en kommun i departementet Sarthe i regionen Pays de la Loire i nordvästra Frankrike. Kommunen ligger i kantonen Sablé-sur-Sarthe som tillhör arrondissementet La Flèche. År 2022 hade Solesmes 1 229 invånare.
Solesmes är känd för sitt benediktinkloster (l’Abbaye Saint-Pierre de Solesmes, Solesmes’ Petruskloster). Klostret grundades ursprungligen 1010; det återgrundades 1833 av Dom Prosper Guéranger. Klostret är känt för sin gregorianska sång och liturgi.

## Befolkningsutveckling
Antalet invånare i kommunen Solesmes
| Referens: INSEE |